# Gerard Martí Figueras i Albà
Gerard Martí Figueras i Albà (Vilanova i la Geltrú, 1982) és un polític català, actual secretari d'Acció Exterior i de la Unió Europea. Anteriorment, va ser director del Consell Català de l'Esport entre el 2013 i el 2016 i secretari general de l'Esport de la Generalitat de Catalunya, entre 2016 i 2021.
Va ser president de la Joventut Nacionalista de Catalunya des de 2008 fins a 2012. Va ser diputat al Parlament de Catalunya durant la IX Legislatura (2010 – 2012), on va ser president de la Comissió de Polítiques de Joventut, membre de les Comissions d'Acció Exterior i de la Unió Europea; de Cooperació al Desenvolupament; d'Ensenyament i Universitats, i representant del Grup Parlamentari de CiU al Consell de les Comunitats Catalanes a l'Exterior.
Va ser regidor per Convergència i Unió a l'Ajuntament de Vilanova i la Geltrú des del 2007. Entre 2011 i 2015 va ser tinent d'alcaldia de Promoció Econòmica, Turisme, Comerç, Fires, Mercats, Comunicació, Premsa i Joventut a l'Ajuntament de Vilanova i la Geltrú. Des del maig de 2015 fins al febrer de 2016, va ser regidor de promoció econòmica i projecció exterior del mateix ajuntament. Va ser portaveu de CiU al Consell Comarcal del Garraf entre el 2010 i el 2013. Des del juliol de 2015 fins al febrer de 2016, president del Consell Comarcal del Garraf. Va ser president de Convergència Democràtica de Catalunya al Garraf.
És llicenciat en Ciències Polítiques i de l'Administració per la Universitat Pompeu Fabra, té màster en màrqueting polític a l'Institut Ciències Polítiques i Socials. És diplomat de postgrau en e-govern per l'IDEC – UPF. Té un màster en Gestió Portuària, Dret i Negoci Marítim a la Facultat de Nàutica de l'UPC –Universitat Politècnica de Catalunya i un Màster en Màrqueting i Comunicació Política per l'ICPS – Institut de Ciències Polítiques i Socials – UAB.
Des de l'octubre del 2022, és el sotsdirector de la cadena de gimnasos DiR.